# Onychocepon giardi
Onychocepon giardi är en kräftdjursart som beskrevs av Hugo Frederik Nierstrasz och Brender à Brandis 1923. Onychocepon giardi ingår i släktet Onychocepon och familjen Bopyridae. Inga underarter finns listade i Catalogue of Life.